# Luís Soares Barreto

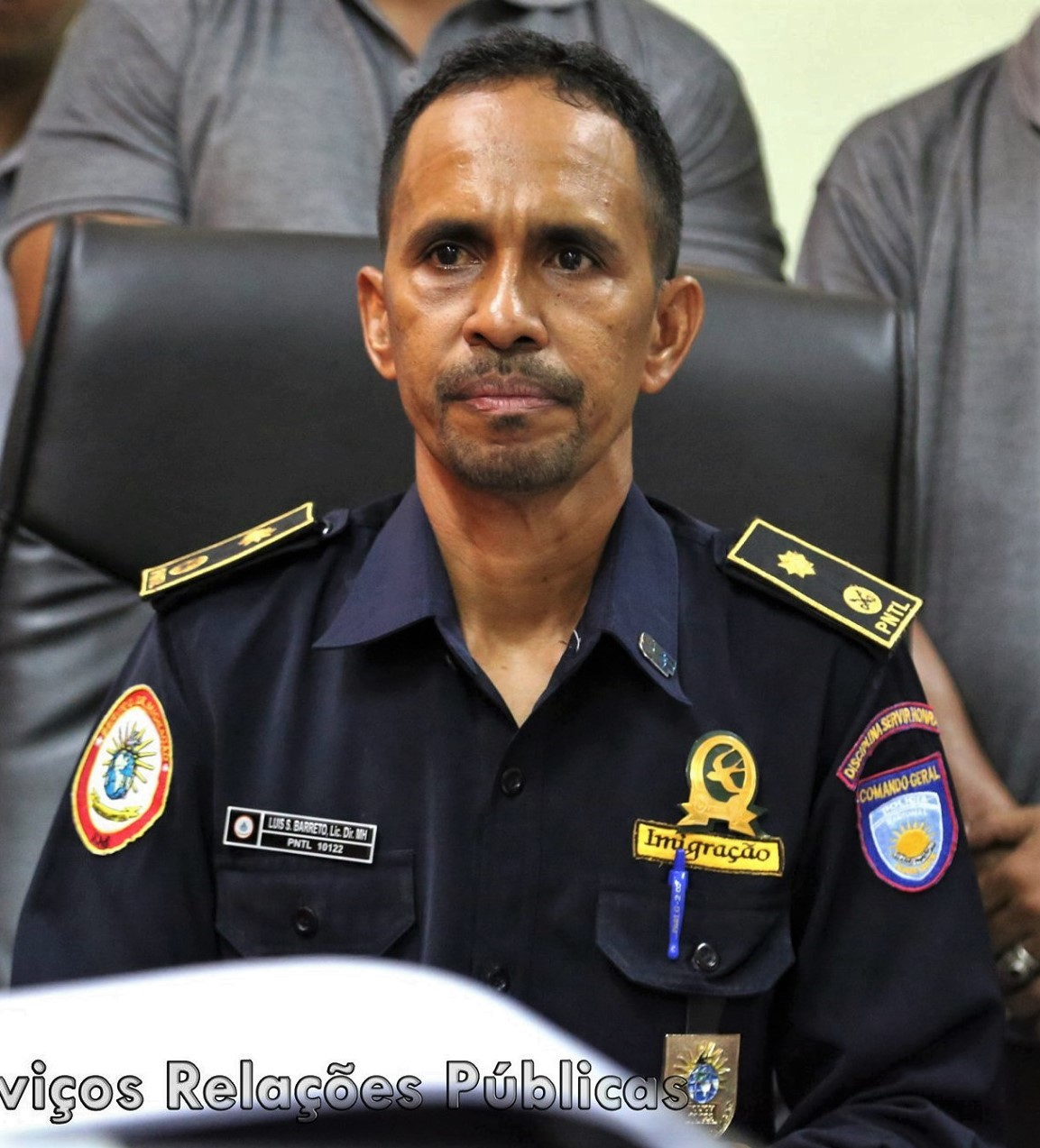
Luís Soares Barreto (2020)

Luís Soares Barreto (* 27. Februar 1987) ist ein osttimoresischer Polizeibeamter und für den Serviço de Migração de Timor-Leste tätig. Er hat den Rang eines Superintendente Asistente inne.
Barreto studierte an der Udayana-Universität im indonesischen Bali.
Am 24. März 2010 wurde Barreto vom Unterinspektor zum Inspektor befördert. Bereits 2010 hatte er das Amt des Stellvertreters des damaligen Nationaldirektors des Serviço de Migração und den Rang eines Chefinspektors inne. In diesem Amt wurde er mehrmals bestätigt.
Am 2. Mai 2016 erfolgte die Versetzung von Barreto an die osttimoresische Botschaft in Indonesien als Einwanderungsattaché, mit Zuständigkeit für Bali. Am 5. November 2020 löste Barreto Agostinho Gomes als Generaldirektor des Serviço de Migração ab. 2022 übergab Barreto das Amt an Adelaide da Rosa.